# مشهد فيروز كوه (أبرشيوة)
مشهد فيروز كوه (بالفارسية: مشهدفیروزکوه) هي قرية تقع في إيران في قسم أبرشيوة الريفي. يقدر عدد سكانها بـ 139 نسمة بحسب إحصاء 2016.